# 重庆铜梁龙足球俱乐部
重庆铜梁龙足球俱乐部是一家位于中华人民共和国重庆市的足球俱乐部，于2021年12月23日成立，由重庆市足球协会牵头组建，现参加中国足球甲级联赛。

## 球队历史
2022年，在中国足球协会会员协会冠军联赛中，在大区赛贵港赛区，重庆铜梁龙队小组赛中脫穎而出，晋级总决赛。在总决赛中，重庆铜梁龙队以6胜1平不败战绩排名B组第一。他们在决赛中的对手是玉溪玉昆钢铁队，两队在两回合比赛中各胜一场，总比分1比1战平，最终在点球大战中重庆铜梁龙队2比4落败，雖然屈居中冠联赛亚军，但也获得了中国足球协会乙级联赛资格。
2023年中乙联赛，重庆铜梁龙队以领先第二名7分的优势提前两轮锁定联赛冠军。

## 主場
重庆铜梁龙队的主场是铜梁龙体育场，位于重庆市铜梁区龙门西街174号。